# Кинцурейшвили, Отар Николаевич
Отар Николаевич Кинцурейшвили (1924, Поти — декабрь 1983) — советский футболист, защитник.

## Биография
Отар Кинцурейшвили родился в 1924 году в городе Поти Грузинской ССР (сейчас в Грузии).
Играл в футбол на позиции защитника. В 1947 году выступал во второй группе чемпионата СССР за тбилисский «Локомотив».
В 1949—1950 годах играл за ворошиловградские «Трудовые резервы», в сезоне-49 выступавшие во второй группе.
В 1951 году защищал цвета выступавшего в классе «А» чемпионата СССР тбилисского «Спартака», провёл 2 матча, мячей не забивал.
После окончания игровой карьеры стал тренером. В 1968—1970 годах входил в тренерский штаб тбилисского «Локомотива».
Умер в декабре 1983 года.